# Michalis Konstantinou
Michalis Konstantinou, född 19 februari 1978 i Paralimni, Cypern är en cypriotisk före detta fotbollsspelare.
Konstantinou har tidigare spelat i Panathinaikos FC där han spelade från juli 2001 till 2005. Han har även spelat i Olympiakos där han spelade mellan åren 2005 och 2008.